# خط طول 131° غرب
خط طول 131° غرب هو أحد خطوط الطول الجغرافية، والتي تمتد من القطب الشمالي الجغرافي إلى القطب الجنوبي الجغرافي، وحسب التحويل الزمني يتأخر خط طول 131° غرب عن خط غرينتش بـ8 ساعات و44 دقيقة.

## من القطب إلى القطب
ينطلق خط طول 131° غرب من القطب الشمالي نحو القطب الجنوبي مرورا بالمناطق التي ترد في الجدول التالي:
| الإحداثيات                           | البلد أو الإقليم أو البحر | ملاحظات |
| ------------------------------------ | ------------------------- | --- |
| 90°0′N 131°0′W / 90.000°N 131.000°W  | المحيط المتجمد الشمالي    | |
| 75°8′N 131°0′W / 75.133°N 131.000°W  | بحر بيوفورت               | |
| 70°3′N 131°0′W / 70.050°N 131.000°W  | كندا                      | الأقاليم الشمالية الغربية يوكون (إقليم) — من 64°16′N 131°0′W / 64.267°N 131.000°W كولومبيا البريطانية — من 60°0′N 131°0′W / 60.000°N 131.000°W |
| 56°24′N 131°0′W / 56.400°N 131.000°W | الولايات المتحدة          | ألاسكا — Alaska Panhandle (mainland), جزيرة ريفيلاغيغيدو, و the Alaska Panhandle again |
| 55°0′N 131°0′W / 55.000°N 131.000°W  | Dixon Entrance            | مرورا بشرق Zayas Island, كولومبيا البريطانية, كندا (في 54°36′N 131°2′W / 54.600°N 131.033°W) · مرورا بغرب Dundas Island, كولومبيا البريطانية, كندا (في 54°30′N 130°58′W / 54.500°N 130.967°W) · مرورا بغرب Stephens Island, كولومبيا البريطانية, كندا (في 54°10′N 130°49′W / 54.167°N 130.817°W) |
| 50°5′N 131°0′W / 50.083°N 131.000°W  | مضيق هيكات                | |
| 52°13′N 131°0′W / 52.217°N 131.000°W | كندا                      | كولومبيا البريطانية — جزيرة مورسبي [لغات أخرى]‏ و Kunghit Island |
| 52°0′N 131°0′W / 52.000°N 131.000°W  | المحيط الهادئ             | مرورا بغرب Oeno Island, جزر بيتكيرن (في 23°55′S 130°45′W / 23.917°S 130.750°W) |
| 60°0′S 131°0′W / 60.000°S 131.000°W  | المحيط الجنوبي            | |
| 74°21′S 131°0′W / 74.350°S 131.000°W | القارة القطبية الجنوبية   | المطالب الإقليمية بالقارة القطبية الجنوبية |